# 天壇座V539
天壇座V539，又名CP-53 8799，HD 161783、SAO 245065、HR 6622，是天壇座的一颗恒星，视星等为5.92，位于銀經338.94，銀緯-13.2，其B1900.0坐标为赤經17h 42m 20s，赤緯-53° -13.2′ 45″。